# Kastler Brücke
Die Kastler Brücke in der Gemeinde Fröhnd im Landkreis Lörrach ist eine rund 41 Meter lange Bogenbrücke über die Wiese aus unbewehrtem Beton. Da die Brücke in den 1970er Jahren nach Untersuchungen nicht mehr den Erfordernissen entsprach und man sogar einen Abbruch erwog wurde sie 1981 grundlegend saniert und verstärkt.

## Lage
Die Kastler Brücke verbindet in einem engen Abschnitt des Wiesentals die rechts des Flusses Wiese gelegene Gemeinde Fröhnd mit der in diesem Bereich links der Wiese verlaufenden Bundesstraße 317. Den Namen trägt die Brücke von der früheren Kastler Mühle.

## Geschichte
Bauherr der 1907 bis 1909 errichteten Bogenbrücke in Fröhnd war das Großherzogtum Baden. Dementsprechend hat die Großherzögliche Wasser- und Straßenbauinspektion in Lörrach den Entwurf gestaltet. Für die Statik zuständig war Ingenieur Butz aus Lörrach.
An der Kastler Brücke war ein Bahnhof der von 1889 bis 1966/67 betriebenen Bahnstrecke Zell im Wiesental–Todtnau. Seit der Stilllegung ist die Bahntrasse als Teil des Wiesental Radwegs umfunktioniert worden.
1978 wurde die Brücke auf ihre Tragfähigkeit und Einstufung der Brückenklasse hin untersucht. Da die Untersuchung ergab, dass die Brücke den gestiegenen Anforderungen des Verkehrs, wie beispielsweise Holztransport-LKW oder Tanklastwagen, nicht gewachsen war erwog man die Kastler Brücke durch den Neubau einer Plattenbalkenbrücke zu ersetzen. Auf Initiative des Gutachters Walter Flößer aus Bad Säckingen und Brückenbauingenieur Fritz Leonhardt aus Stuttgart erarbeitete man ein Konzept zum Erhalt der Brücke. Mit einer grundlegenden Sanierung im Jahr 1981 konnte einerseits die Tragfähigkeit der Brücke von 6 auf 30 Tonnen gesteigert werden, andererseits hatte man das ursprüngliche Bild der Brücke erhalten können.

## Beschreibung
Die Kastler Brücke überspannt mit rund 41 Metern den Fluss Wiese und verbindet die Gemeinde Fröhnd mit der B 317. Das Haupttragwerk der Brücke wird dabei von einem 30,72 Meter weit gespannten Dreigelenkbogen aus unbewehrtem Beton gebildet. Im Bereich der Kämpfer hat die Konstruktion eine Stärke von 0,6 Metern, die in den Viertelspunkten der Momentanbelastung bis auf 0,89 Metern ansteigt und sich zum Bogen-Scheitel hin wieder auf 0,51 Meter verjüngt. Die Lager an den Kämpfern und im Scheitel bestehen aus Gussstahl und sind als sogenannte Wälzgelenke ausgebildet. Auf dem Bogen sind in Längsrichtung Pfeiler im Abstand von 1,40 Meter aufgeständert. Über ihnen befinden sich bogenförmige Gewölbe, welche die Fahrbahndecke tragen. Im Überbau sind quer verlaufende Bewegungsfugen angeordnet. Über den Kämpfern befinden sich als Scheingewölbe ausgebildete Kragarme, die entsprechend ihrer Funktion bewehrt sind. Ursprünglich hatte die Brücke eine Straßenbreite von 2,50 Meter und eine Gesamtbreite inklusive Gehwegen und ohne Brüstung von 3,80 Meter. Seit der Sanierung erhielt die Brücke eine beidseitig auskragende 8,50 Meter breite Platte. Diese setzt sich aus 5,50 Meter Fahrbahnbreite und zwei Mal je 1,50 Gehwegbreite zusammen. Der Kämpferbereich wurde zusätzlich durch eine Vorspannung verstärkt. Die schräg verlaufenden Fundamentsohlen stützen sich zur besseren Übertragung der Bogenresultierenden direkt gegen den Baugrund ab.

## Rezeption
Für Aufnahmen der „Todtnauerli“-Bahn im Heimatfilm Schwarzwälder Kirsch fuhr der Zug an der Kastler Brücke vorbei, die im Hintergrund zu sehen ist.